# Vsévolod Garshin
Vsévolod Mijáilovich Garshin (en ruso: Все́волод Миха́йлович Гаршин; nacido en Provincia de Yekaterinoslav, actual Ucrania, 14 de febrero de 1855 – San Petersburgo, 5 de abril de 1888, según el calendario gregoriano) fue un escritor ruso, autor de relatos cortos y cuentos.
Con menos de veinte años, en el año 1874, entró en la Escuela de Minas de San Petersburgo, aunque no finalizó esos estudios. Posteriormente, y a pesar de sus inclinaciones pacifistas, se alistó voluntariamente para la Guerra Ruso-Turca que tuvo lugar entre 1877 y 1878. En ella, Garshin fue herido en Bulgaria, por lo que regresó a San Petersburgo antes del final de la contienda. Sus experiencias bélicas fueron la base de algunas de sus primeras historias, como Cuatro días, del año 1877.
A causa de una crisis nerviosa se le trasladó a un sanatorio, pero pudo volver a San Petersburgo en el año 1882. Después se casó y empezó a trabajar en la RZhD. Intentó suicidarse saltando al hueco de una escalera con tan solo treinta y tres años y murió al cabo de pocas semanas en un hospital de la Cruz Roja. Se encuentra enterrado en el cementerio de Vólkovo, en San Petersburgo.

## Obra
La obra completa de Garshin no es extensa, consta de veinte historias, todas ellas recogidas en un solo volumen. Sus relatos se caracterizan por un estilo compasivo y piadoso que algunos han llegado a comparar con los de Dostoievski. En Una novela breve relata la historia de un joven que, para conseguir el amor de una muchacha, se alista en el ejército. Cuando regresa tullido de la guerra, se encuentra con que su enamorada tiene un nuevo novio. La historia muestra el talento de Garshin para la concentración y la ironía lírica. En Oficial y servidor, es un precursor de Antón Chéjov, se trata de una historia perfectamente organizada llena de una atmósfera de penumbra gris y aburrimiento existencial. 
Su trabajo más conocido y característico es La flor roja, con la que continúa la serie de historias sobre dementes y manicomios de la literatura rusa, como Diario de un loco de Nikolái Gógol, Madriguera lebruna de Nikolái Leskov y La sala n.º 6 de Antón Chéjov. Es la historia de un loco obsesionado con el deseo de desafiar y derrotar la maldad en el mundo. Descubre que toda la maldad está contenida en tres amapolas que crecen en medio del jardín del hospital, y con infinita astucia logra evitar la vigilancia de sus guardas y coger las flores. Sin embargo, muere de un ataque nervioso, pero feliz y seguro de haber conseguido su meta. El ambiente opresivo del manicomio es transmitido hábilmente; y el fin del protagonista es como un alivio, como la muerte para un mártir, pero aquí es a su vez irónica.